# Proposizione (linguistica)
In linguistica, la proposizione è l'unità elementare del discorso che ha un senso compiuto. La frase di solito è composta da un soggetto, un predicato e uno o più complementi.
Es.: Cappuccetto Rosso andò nel bosco.
A dire il vero, nessuna parte della proposizione è indispensabile. Possono essere giuste: 
- proposizioni prive di complementi, es.: Cappuccetto Rosso camminava;
- proposizioni con soggetto sottinteso, es.: Che occhi grandi che hai!
- proposizioni con predicato sottinteso, dette proposizioni o frasi nominali, es.: Cappuccetto Rosso, nella pancia del lupo!

Queste ultime (frequenti nei titoli dei quotidiani) sono le più rare.
Le proposizioni di un periodo sono tante quanti sono i predicati.

## Frase semplice e frase complessa
Una proposizione può:
- trovarsi separata dal resto del discorso da segni di "interpunzione forte" ed essere quindi autonoma e indipendente. In questo caso coincide con la frase semplice.

Es.: La mamma chiamò Cappuccetto Rosso.
- costituire l'asse portante di una frase complessa. In questo caso è chiamata proposizione principale.

Es.: La mamma chiamò Cappuccetto Rosso e le chiese di portare un cestino alla nonna che viveva nel bosco.
- Trovarsi in un rapporto di subordinazione con altre proposizioni della frase complessa. In questo caso è chiamata proposizione subordinata.

Es.: La mamma voleva che la nonna ricevesse un cestino e così chiamò Cappuccetto Rosso.
La subordinazione può essere di primo, secondo, terzo grado... a seconda che la proposizione dipenda dalla principale o da una proposizione che a sua volta dipende dalla principale, e così via.